# The Musketeers
The Musketeers é uma série televisiva de drama histórico e ação produzida e distruída pela BBC America e BBC Worldwide e baseada nas personagens do romance Os Três Mosqueteiros, de Alexandre Dumas. O primeiro episódio foi transmitido pela BBC One no dia 19 de janeiro de 2014. O elenco principal é composto por Luke Pasqualino, Tom Burke, Santiago Cabrera e Howard Charles como o quarteto de mosqueteiros D'Artagnan, Athos, Aramis e Porthos, respectivamente. Todos os atores principais, exceto Peter Capaldi, foram contratados "por muito tempo", indicando que a série seria veiculada por mais de um temporada. A série foi renovada para uma segunda temporada a 4 de fevereiro de 2014 e para uma terceira a 2 de fevereiro de 2015. Cada temporada tem 10 episódios.

## Enredo
Na imprevisível Paris dos anos 1630, os devotados Athos, Aramis e Porthos formam um grupo de mosqueteiros altamente treinados, comandados pelo Capitão Treville, que conhecem D'Artagnan, um habilidoso jovem do interior da França que deseja se tornar um mosqueteiro. O grupo se envolve nas mais diversas tramas políticas enquanto lutam para proteger o Rei Luís XIII e o país.

## Produção

### Concepção
A BBC já estava a desenvolver a ideia de uma nova série baseada no livro Os Três Mosqueteiros desde 2007, altura em que se projetava um programa que seria transmitido aos sábados à noite entre as temporadas de Doctor Who. A produção da série foi anunciada em 2012 e Adrian Hodges ficou encarregue do projeto.

### Filmagens
A cidade de Paris não foi considerada como um local de filmagens uma vez que ao longo de várias décadas de desenvolvimento, perdeu a arquitetura mais sombria pretendida. Dublin chegou a ser considerada antes da decisão final de filmar na República Checa, local que sofreu poucos danos durante as duas guerras mundiais e onde muitos edifícios históricos se mantêm intactos, sendo muitos deles propriedade privada que é alugada para filmagens.
As filmagens da série decorreram principalmente em Doksany, uma cidade localizada 30 km a norte de Praga, onde uma praça parisiense, várias ruas e o quartel dos mosqueteiros foram construídos. Foram ainda construídos cenários num convento abandonado que incluíram tavernas, quartos e uma morgue.
Em 2014, The Musketeers foi a produção estrangeira que gastou mais dinheiro na República Checa com um orçamento de 25 milhões de dólares.

### Peter Capaldi
No decorrer das filmagens, Peter Capaldi descobriu que fora escolhido para o papel de décimo segundo Doutor na série Doctor Who. A produtora executiva da série, Jessica Pope, disse que os planos para uma segunda temporada teriam de ser modificados de forma a continuar sem Peter Capaldi que não pode retomar o seu papel.
A solução encontrada para a saída de Peter Capaldi foi a substituição do vilão. Na segunda temporada foi introduzida a personagem do Conde de Rochefort, interpretada por Marc Warren.

## Transmissão internacional
The Musketeers foi transmitida em vários países europeus, incluindo a França, Alemanha, Noruega, Suécia, Ucrânia, Grécia e Turquia. Foi ainda vendida para a América Latina onde estreou no serviço de streaming, Netflix e nos Estados Unidos através do canal BBC America. A série também foi transmitida na Austrália e na Nova Zelândia através do canal BBC First.
Em Portugal estreou a 21 de outubro de 2015 no Netflix e na televisão portuguesa a 30 de novembro de 2015 no canal RTP 1 com o nome Os Mosqueteiros.